# Bernreuth (Weismain)
Bernreuth ist ein Weiler mit 22 Einwohnern. Er gehört als Stadtteil zur Stadt Weismain im oberfränkischen Landkreis Lichtenfels im Norden des Freistaates Bayern.

## Geografische Lage
Bernreuth befindet sich auf einer Höhe von 335 m ü. NN bis 360 m ü. NN am Westhang des Kordigasts, etwa 1,8 Kilometer nördlich des Weismainer Stadtkerns. Die nächsten Ortschaften sind Woffendorf, Baiersdorf und Weismain.

## Geschichte
Erstmals erwähnt wurde der Ort vermutlich im Jahr 1146 als „Bennenriuth“. Weitere Schreibweisen sind mit „Pernreuth“ aus dem Jahr 1348, „Bernreutt“ um 1481/82  und „Berenruth“ aus dem Jahr 1527 überliefert. Bis 1803 gehörte der Ort dem Kloster Langheim, das ihn 1304 von Heinrich und Eberhard von Schaumberg erworben hatte. Zwischen 1803 und 1810 unterstand der Ort dem Landgericht und Rentamt Weismain. 1810 wurde er Teil der Gemeinde Kaspauer mit den weiteren Ortsteilen Siedamsdorf, Altendorf und Giechkröttendorf. Als Folge der Gemeindenbildung in Bayern nach der Verabschiedung der Zweiten Verfassung des Königreich Bayerns gehörte Bernreuth ab 1818 als Ortsteil zur neu gebildeten Altgemeinde Pfaffendorf und wurde am 1. Juli 1972 im Zuge der Gemeindegebietsreform Weismain zugeschlagen.

### Einwohnerentwicklung
Die Tabelle gibt die Einwohnerentwicklung Bernreuths wieder.
| Jahr | Einwohner | Anwesen | Quelle: |
| ---- | --------- | ------- | ------- |
| 1818 | 58        | 9       | [ 5 ]   |
| 1833 | 53        | 9       | [ 8 ]   |
| 1987 | 28        | 9       | [ 9 ]   |
| 2013 | 14        | 9       | [ 10 ]  |
| 2015 | 21        | 9       | [ 11 ]  |
| 2018 | 22        | 9       | [ 12 ]  |

## Etymologie
Das Grundwort reuth ist in der Form von riuti althochdeutschen oder als riute mittelhochdeutschen Ursprungs und bedeutet ‚Rodeland‘, Landstück, das durch Roden urbar gemacht worden ist. Im Mittelhochdeutschen änderte sich das iu im Wort zu eu. Das Bestimmungswort, die erste Silbe, ist im Zusammenhang mit der Erwähnung im Jahr 1146 als Ableitung des Personennamens Benno im Genitiv Singular anzusehen. Demnach wäre das en in der Mitte von „Bennenriuth“ als Hapologie entfallen und die späteren Schreibweisen mit einem r hyperkorrekt. Sollte das 1146 genannte Bernreuth nicht mit dem hier behandelten übereinstimmen, könnte auch von dem Personennamen Bero oder Berno, beide im Genitiv Singular in Frage kommen. Die Endung des Namens wäre in ähnlicher Art und Weise wie im vorhergehenden Ansatz weggefallen. Als dritte Möglichkeit könnte sich der Namen auch von bër (schwach-männlich), einer alten Schreibweise von Bär im Genitiv Singular oder Plural ableiten. In diesem Falle ist davon auszugehen, dass der Name nicht ökologischer Herkunft ist, sondern viel wahrscheinlicher von einem Ereignis herrührt, an dem ein Bär beteiligt war.
In der örtlichen Varietät des oberfränkischen Dialekts lautet der Ortsname [ˈbęn.rǫįd], sprich bänroid.